# إسحق أفندي
خوجه إسحق أفندي (بالتركية الحديثة: Hoca İshak Efendi) ـ (آرتا، اليونان حوالي سنة 1774 ـ السويس، مصر 1835) هو رياضياتي ومهندس عثماني، كان رائدًا في إدخال العلم الحديث في مناهج التعليم العثماني.

## حياته
ولد إسحق أفندي في مدينة آرتا اليونانية حوالي سنة 1774، لأب يهودي اعتنق الإسلام. انتقل إلى الآستانة عقب وفاة أبيه، حيث درس الرياضيات وأتقن الفرنسية واللاتينية واليونانية والعبرية إلى جانب التركية والعربية والفارسية.
في ذلك الحين، كان السلطان محمود الثاني يسعى إلى تحديث الدولة العثمانية، فعُين إسحق أفندي سنة 1816 معلمًا (خوجة) في المهندسخانة البحرية الهمايونية (التي تطورت لاحقًا لتصبح جامعة إسطنبول التقنية). وفي يوليو 1824، عُين مترجمًا لدى الباب العالي. أشرف إسحق باشا على إنشاء الحصون أثناء حرب 1828/1829 بين الدولة العثمانية وروسيا، ثم عاد إلى وظيفته السابقة كمعلم في المهندسخانة البحرية، التي رُقي فيها إلى درجة كبير معلمين (باش خوجة) في أواخر سنة 1830. وقد سعى إسحق أفندي ـ من خلال هذا المنصب ـ إلى إصلاح المناهج ورفع المستوى التعليمي للمعلمين، غير أن سابقه في هذا المنصب «سيد علي باشا» سعى به لدى الباب العالي فأُرسل إلى المدينة المنورة بحجة أداء فريضة الحج والإشراف على أعمال ترميم الأماكن المقدسة هناك.

## وفاته
توفي إسحق أفندي في السويس أثناء عودته من رحلته الحجازية إلى الآستانة سنة 1835، ودُفن بالسويس.